# Blue Is the Colour

«Blue Is the Colour» (укр. Синій це колір) — пісня та офіційний гімн футбольного клубу «Челсі». Пісня була випущена у вигляді синглу як реклама до фіналу Кубку Футбольної ліги в 1972 році «Челсі» проти «Сток Сіті». Пісню виконали футболісти першої команди «Челсі». Ця пісня зайняла п'яту позицію в британському чарті UK Singles Chart, і з того часу є одною з найбільш впізнаваних футбольних гімнів в Англії поруч із гімном ФК «Ліверпулю» та "Манчестер Юнайтед, лондонського "Арсеналу.

## Виконавці
Гравці клубу, які співали пісню вперше(при першому записі):
Тоні Балдвін
Пітер Бонетті
Чарлі Кук
Джон Демпсі
Рон Харріс
Марвін Хінтон
Джон Холлінс
Пітер Хаусман
Аллан Хадсон
Стів Кембер
Едді Маккріді
Педі Міліган
Пітер Осгуд
Девід Уеб
Станом на 2014 рік, через 42 роки після виходу пісні, вона досі залишається гімном «Челсі». Пісня звучала на стадіоні «Уемблі» після того, як «Челсі» успішно захистив титул володаря Кубку Футбольної асоціації 2010 році.

## Інші версії
Кавер-версію на цю пісню зробив чеський співак Францішек Конґо Чех помістивши його під назвою в одному з альбомів Zelená je tráva (Зеленою є трава), зробивши його національним популярним спортивним та футбольним гімном Чехословаччини.
У 1972 пісня була перероблена для Австралійської Команди з крикету, коли команда відвідувала Англію під час туру Ashes.
Її заспівали гравці та записали як «Here Come the Aussies» (Укр: Ось приїжджають австралійці). Пісня також була випущена записом і стала хітом в Австралії.
У 1978 році ця пісня була заново записана як «Білий є колір» для футбольної команди з Канади Vancouver Whitecaps FC(Ванкувер Вайткепс) і стала місцевим хітом. Шотландський рок-дует The Proclaimers заново записав «White Is The Colour» для сезону 2002 ліги MLS, для цієї команди та виконала її під час перерви в одній з ігор.
З моменту переходу клубу до  MLS в 2011 році пісня стала вхідною для кожної домашньої гри на стадіоні BC Place.
Ця пісня була перекладена на датську Флемінгом Антоні під назвою «Rød-hvide farver» (червоні та білі кольори). Згодом пісня була офіційною піснею прихильників національної футбольної команди Данії, коли та брала участь у Літній Олімпіаді 1872 року.
Пісня перекладена на фінську мову фінських музикантом Вексі Салмі і виконується на початку в усіх домашніх іграх Helsingin Jalkapalloklubi (Укр: ГІК (футбольний клуб). Вона була виконана в 1973 році першим складом команди. Назва на фінському — HOO-JII-KOO, але більш відомий як «Taas kansa täyttää», оскільки перший вірш починається з цих слів. Прямий переклад на украхнську мову буде звучати, як «знову заповнені терасами».
Прихильники J. Ліги(Японії) Відділення та футбольного клубу Монтедіо ЯмагатаMontedio Yamagata(Укр:Монтедіо Ямагата), як відомо, використовують цю пісню.
Уболівальники норвезького футбольного коубу Molde FK(Укр: Молде( також мають свій варіант, що починається на такі рядком («Blått er vår farge»), що прямо перекладається на Українську як "Синій це є нашим колір . Як наслідок деякі частини та мелодія є подібною до "Челсі, а деякі інші є змінені.
Адаптована версія під назвою «Green is the Colour» (Укр: Зелений є Колір) є офіційною бойової піснею команди з канадського футболу Saskatchewan Roughriders(Саскачеван Рафрайдерс), що виступає в Канадській футбольній лізі з (Канадський футбол, що не входить до футбольної асоіації.) Досить часто люди переплутують цю пісню із піснею рок-гурту Pink Floyd «Green Is the Colour».
Цю пісню використовували основною для запису виборчої кампанії, та було використано її успішно кампанією  Консервативної партії Великоїбританії на  загальних виборах 1979 в парламент. Використана пісня була пародією на версію Chelsea FC, а слова змінено на:
«Синій колір»;
« Меггі — її ім'я;»: «ми всі разом» (… вірш ….)
хор ….
«Маргарет Тетчер — її ім'я!»
 Peel Thunder є клубом  Australian Rules в  WAFL з 1997 року, взяв за свою клубну пісню мелодію цієї пісні.

## Текст пісні
| Оригінал пісні англійською мовою | Приблизний переклад українською мовою |
| --- | --- |
| Blue is the colour, football is the game We’re all together, and winning is our aim So cheer us on through the sun and rain’cause Chelsea, Chelsea is our name Here at the Bridge whether rain or fine We can shine all the time Home or away, come and see us play You’re welcome any day Blue is the colour, football is the game We’re all together, and winning is our aim So cheer us on through the sun and rain’cause Chelsea, Chelsea is our name Come to the Shed and we’ll welcome you Wear your blue and see us through Sing loud and clear until the game is doneSing Chelsea everyone. | Синій наш колір, футболом ми живемо, Разом до перемоги плечем до плеча йдемо. Злива та спека трибунам ні до чого, Тому що «Челсі» ми себе називаємо. Ми на грі — в будь-який час, Командою ми гордимося своєю сповна І дома, і на виїзді — завжди Нам не страшні ни горе, ні біда. Синій наш колір, футболом ми живемо, Разом до перемоги плечом до плеча йдемо. Злива та спека трибунам ні дочого, Тому що «Челсі» ми себе називаємо. Ми з радісттю привітаємо гостів, А синій колір налаштовує нас — співати, В єдиному хорі голосів не зірвати: «Ми — „Челсі“, а це означає, нас не обіграти»! |